# Ganiang Xiang
Ganiang Xiang (kinesiska: 嘎娘, 嘎娘乡) är en socken i Kina. Den ligger i provinsen Yunnan, i den sydvästra delen av landet, omkring 220 kilometer söder om provinshuvudstaden Kunming. Antalet invånare är 20 522. Befolkningen består av 9 698 kvinnor och 10 824 män. Barn under 15 år utgör 30 %, vuxna 15-64 år 62 %, och äldre över 65 år 6,0 %.
Genomsnittlig årsnederbörd är 1 365 millimeter. Den regnigaste månaden är juli, med i genomsnitt 273 mm nederbörd, och den torraste är februari, med 20 mm nederbörd.